# تشارلز جي. ديويت
تشارلز جي. ديويت هو دبلوماسي ومحامي وناشر وسياسي أمريكي، ولد في 7 نوفمبر 1789 في كينغستون في الولايات المتحدة، وتوفي في 12 أبريل 1839. نشط حزبياً في الحزب الديمقراطي. وقد انتخب سفير وانتخب سفير الولايات المتحدة لدى غواتيمالا ‏ وانتخب عضو مجلس النواب الأمريكي ‏ عن دائرة New York's 7th congressional district ‏ (4 مارس 1829 – 3 مارس 1831).